# Louis Cluzel
Pour les articles homonymes, voir Cluzel.
Louis Cluzel, né le 15 décembre 1879 à Saint-Saturnin (Puy-de-Dôme) et mort le 4 novembre 1955 à Savines (Hautes-Alpes), est un homme politique français.

## Biographie
Avocat à Gap, il fonde le journal Les Alpes nouvelles et devient sous-chef de cabinet de Jean François Edmond Guyot Dessaigne, garde des sceaux et d'Aristide Briand ministre de l'Instruction publique. Il collabore à de nombreux journaux, dont l'Humanité. Il est député socialiste des Hautes-Alpes de 1924 à 1928.

## Sources
- « Louis Cluzel », dans le Dictionnaire des parlementaires français (1889-1940), sous la direction de Jean Jolly, PUF, 1960 [détail de l’édition]